# Pasham (ort i Iran)
Pasham (persiska: پَشَم, پشم) är en ort i Iran.   Den ligger i provinsen Lorestan, i den västra delen av landet, 500 km sydväst om huvudstaden Teheran. Pasham ligger 1 061 meter över havet och antalet invånare är 221.
Terrängen runt Pasham är kuperad. Runt Pasham är det ganska tätbefolkat, med 52 invånare per kvadratkilometer. Närmaste större samhälle är Chaqābol, 18,8 km sydost om Pasham. Omgivningarna runt Pasham är i huvudsak ett öppet busklandskap.